# VIRTUAL BUZZ TALK!
『VIRTUAL BUZZ TALK!』（バーチャル バズ トーク!）は、TOKYO MXにて2018年7月6日から同年12月29日まで放送されていたバーチャルYouTuberをテーマとしたバラエティ番組。

## 概要
グリーの子会社であるWright Flyer Live Entertainment、TOKYO MX、ドワンゴの共同制作番組。活動中のバーチャルYouTuberをゲストに招き、活動内容等についてのトークを行うのを主とする。番組MCは、Wright Flyer Live EntertainmentとFictyが共同でプロデュースするKMNZが務める。放送には、ドワンゴの技術であるVirtual Castを利用している。

## スタッフ
| 構成           | 久保裕矢、山田里彩                                                                                           |
| 構成協力       | けもみみおーこく（第5・6回）                                                                                 |
| タイトル       | 維漣 |
| CG             | デジデリック                                                                                                 |
| Beatmaker      | 大森健史（第4回）                                                                                            |
| 技術           | TNエンターテインメント                                                                                       |
| 編集           | メディア・シティ                                                                                             |
| FD             | 渡辺徹（第5 - 8回）                                                                                          |
| ディレクター   | 平出素樹 |
| プロデューサー | 岩井徹央、荒木英士、坂田悠人、加藤効輝、二宮明仁、草場大輔                                                   |
| 制作協力       | ドワンゴ、いちから（第1・2・23・24回）、カバー（第3・4・26回）、Smarprise（第7・8・26回）、Ficty、FOURVISION |
| 制作著作       | TOKYO MX、Wright Flyer Live Entertainment                                                                    |

## 主題歌
「VR - Virtual Reality」
KMNZによる第15 - 26回オープニングテーマ。作詞はKMNCREW、作曲はUjico*/Snail's House。第14回では挿入歌として使用。
「Moon!!」
月ノ美兎とKMNZによる第2回挿入歌。作詞・作曲・編曲はiru。

## 放送リスト
| 回数              | 放送日        | ゲスト                            | 今日のハッシュタグ       |
| ----------------- | ------------- | --------------------------------- | ------------------------ |
| 第1回             | 2018年 7月6日 | 月ノ美兎                          | 委員長大解剖             |
| 第2回             | 7月13日       | 月ノ美兎                          | moonテレビ初放送         |
| 第3回             | 7月20日       | ときのそら                        | ときのそら大解剖         |
| 第4回             | 7月27日       | ときのそら                        | ときのそらっぷ           |
| 第5回             | 8月3日        | ねこます                          | けもみみおーこく入国審査 |
| 第6回             | 8月10日       | ねこます                          | けもみみ国歌斉唱         |
| 第7回             | 8月17日       | 富士葵                            | 憧れの葵歌劇団           |
| 第8回             | 8月24日       | 富士葵                            | 葵KMNZミュージカル       |
| 第9回             | 8月31日       | 織田信姫                          | 信姫顔でかい             |
| 第10回            | 9月7日        | 織田信姫                          | Vまね大合戦              |
| 第11回            | 9月14日       | 田中ヒメ 鈴木ヒナ                 | ヒメヒナリタリズ         |
| 第12回            | 9月21日       | 田中ヒメ 鈴木ヒナ                 | ヒメヒナ大暴れ           |
| 第13回            | 9月28日       | [ 注釈 3 ]                        | Vトーク振り返り          |
| 第14回            | 10月5日       | [ 注釈 4 ]                        | VRテレビ初生歌           |
| 第15回            | 10月12日      | ばあちゃる                        | ばあちゃるはいはいはい   |
| 第16回            | 10月19日      | ばあちゃる                        | ケモノズウビバってる     |
| 第17回            | 10月26日      | YuNi                              | YuNiオリジナル初公開     |
| 第18回            | 11月2日       | YuNi                              | YuNi大解剖               |
| 第19回            | 11月9日       | アズマリム                        | アズリム大解剖           |
| 第20回            | 11月16日      | アズマリム                        | アズケモ運動会           |
| 第21回            | 11月23日      | すーぱーそに子                    | そに子大解剖             |
| 第22回            | 11月30日      | すーぱーそに子                    | そにケモ撮影会           |
| 第23回            | 12月7日       | 樋口楓 える                       | おおきにでろーん         |
| 第24回            | 12月14日      | 樋口楓 える                       | えるえるランド開園       |
| 第25回            | 12月21日      | 甲賀流忍者ぽんぽこ ピーナッツくん | 進撃のぽこぴー           |
| 最終回 （第26回） | 12月29日      | [ 注釈 6 ]                        | Vトーク年末SP            |